# Tachydromia gorodkovi
Tachydromia gorodkovi är en tvåvingeart som beskrevs av Igor Shamshev 1993. Tachydromia gorodkovi ingår i släktet Tachydromia och familjen puckeldansflugor. Inga underarter finns listade i Catalogue of Life.